# Ana Dana Beroš
Ana Dana Beroš (Zagreb, 16. listopada 1979.) hrvatska arhitektica, kulturna radnica, kustosica, urednica i aktivistica. Radila je u Finskoj, Brazilu i Hrvatskoj.
Diplomirala je cum laude na Arhitektonskom fakultetu u Zagrebu 2007. godine, gdje je bila i nagrađena Dekanovom i Rektorovom nagradom. Suosnivačica je Odreda za arhitekturu savjesti- ARCHIsquad i programska voditeljica Think Space ciklusa internacinalnih konceptualnih arhitektonskih natječaja. Vodila je kreativni odjel nagrađivanog arhitektonskog ureda ‘Dva Plus’, uključujući posebno priznanje na Shinkenchiku natječaju u žiriju Jun Aokija u Japanu, 2009. godine. Sudjelovala je u uredništvu časopisa Oris. Autorica je HRT-ove emisije 'Točka na A', posvećene suvremenoj hrvatskoj arhitekturi, te suradnica nagrađivane emisije Hrvatskog Radija 'Stvarnost prostora'.
Autorica je izložbnih postava, poput izložbe o eksperimentalnoj hrvatskoj fotografiji Nulta točka značenja u Camera Austria, u Grazu u 2013. godini, te izložbe “Arhivi, premjeravanja i preraspodjele” o suvremenoj austrijskoj fotografiji u Galeriji Klovićevi dvori, u Zagrebu u 2014.
Godine 2012. bila je finalistica Weelwright nagrade koju dodjeljuje Harvard Graduate School of Design, za projekt Intermundia, koji je bio izložen u sklopu izložbe Monditalia na Venecijanskom bijenalu arhitekture "Osnove" 2013. od Rem Koolhaasa, te je dobila posebno priznanje. Od 2017. godine je dopredsjednica Udruženja hrvatskih arhitekata. Godine 2020. bila je kandidatkinja na listi zeleno-lijeve koalicije za državne izbore te je sudjelovala u projektu Rijeka 2020 EPK. Iste godine započela je raditi na dokumentarnom filmu o proslavljenom arhitektu i urbanisti Anti Rožiću. Dobitnica je regionalne nagrade BIG SEE Visionary za 2021. godinu u polju arhitekture.

## Vanjske poveznice
- Viz kultura.hr Transdisciplinarnost je danas nužnost intervju Ana Dana Beroš, pristupljeno 2. travnja 2021. godine
- Biografija na stranicama DAZa
- Intermundia video Ana Dana Beroš
- Osobno web mjesto s informacijama na engleskom jeziku
- Cruising sa S. Sandićem: Ana Dana Beroš - Krhka arhitektura